# Dicaelotus gaullei
Dicaelotus gaullei är en stekelart som först beskrevs av Berthoumieu 1897.  Dicaelotus gaullei ingår i släktet Dicaelotus och familjen brokparasitsteklar. Inga underarter finns listade i Catalogue of Life.